# Calzada (Maunabo)
Calzada es un barrio ubicado en el municipio de Maunabo en el estado libre asociado de Puerto Rico. En el Censo de 2010 tenía una población de 1082 habitantes y una densidad poblacional de 113,65 personas por km².

## Geografía
Calzada se encuentra ubicado en las coordenadas 17°59′23″N 65°55′11″O / 17.98972, -65.91972. Según la Oficina del Censo de los Estados Unidos, Calzada tiene una superficie total de 9.52 km², de la cual 8.12 km² corresponden a tierra firme y (14.66%) 1.4 km² es agua.

## Demografía
Según el censo de 2010, había 1082 personas residiendo en Calzada. La densidad de población era de 113,65 hab./km². De los 1082 habitantes, Calzada estaba compuesto por el 27.08% blancos, el 43.53% eran afroamericanos, el 0.55% eran amerindios, el 0.28% eran isleños del Pacífico, el 18.02% eran de otras razas y el 10.54% pertenecían a dos o más razas. Del total de la población el 99.63% eran hispanos o latinos de cualquier raza.